# Неветленфолівська сільська рада
| Неветленфолівська сільська рада — колишній орган місцевого самоврядування у Виноградівському районі Закарпатської області з адміністративним центром у с. Неветленфолу. Сільській раді підпорядковані населені пункти: - с. Неветленфолу - с. Ботар - с. Нове Клинове - с. Оклі - с. Оклі Гедь |

## Склад ради
Рада складається з 20 депутатів та голови.

## Історія
Закарпатська обласна рада рішенням від 21 грудня 2001 р. внесла до адміністративно-територіального устрою окремих районів такі зміни У Виноградівському районі перейменувала Дяківську сільраду на Неветленфолівську.

## Населення
Згідно з переписом УРСР 1989 року чисельність наявного населення сільської ради становила 3448 осіб, з яких 1652 чоловіки та 1796 жінок.
За переписом населення України 2001 року в сільській раді мешкало 3795 осіб.

### Мова
Розподіл населення за рідною мовою за даними перепису 2001 року:
| Мова       | Відсоток |
| ---------- | -------- |
| угорська   | 90,28 %  |
| українська | 8,81 %   |
| російська  | 0,62 %   |
| молдовська | 0,05 %   |
| білоруська | 0,03 %   |
| болгарська | 0,03 %   |
| румунська  | 0,03 %   |
| словацька  | 0,03 %   |